# Ennetières-en-Weppes
Ennetières-en-Weppes est une commune française, située dans le département du Nord (59) en région Hauts-de-France. Elle fait partie de la Métropole européenne de Lille.

## Géographie

### Situation
Ennetières-en-Weppes se situe dans les terres humides et fertiles du pays des Weppes, en Flandre romane, à 8,2 km à l'ouest de Lille (11 km par la route).

### Communes limitrophes

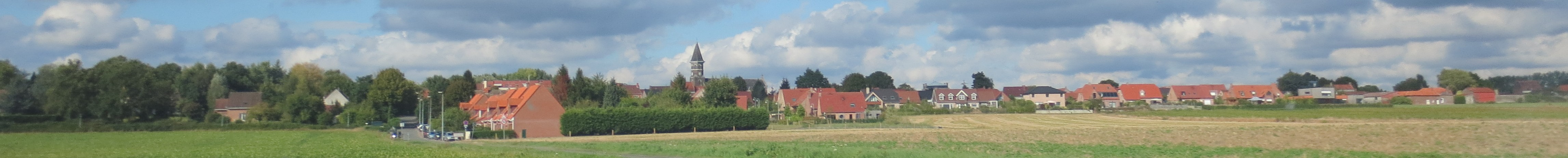
Vue panoramique d'Ennetières-en-Weppes.

| La Chapelle-d'Armentières |                      | Prémesques      |
| Bois-Grenier              | Ennetières-en-Weppes | Capinghem Lomme |
| Radinghem-en-Weppes       | Escobecques          | Englos          |

### Hydrographie

#### Réseau hydrographique
La commune est située dans le bassin Artois-Picardie. Elle est drainée par la Becque du Paradis, la Becque, la Becque du bas des monts, la Becque du Wacquet, la grande Becque et divers autres petits cours d'eau,.

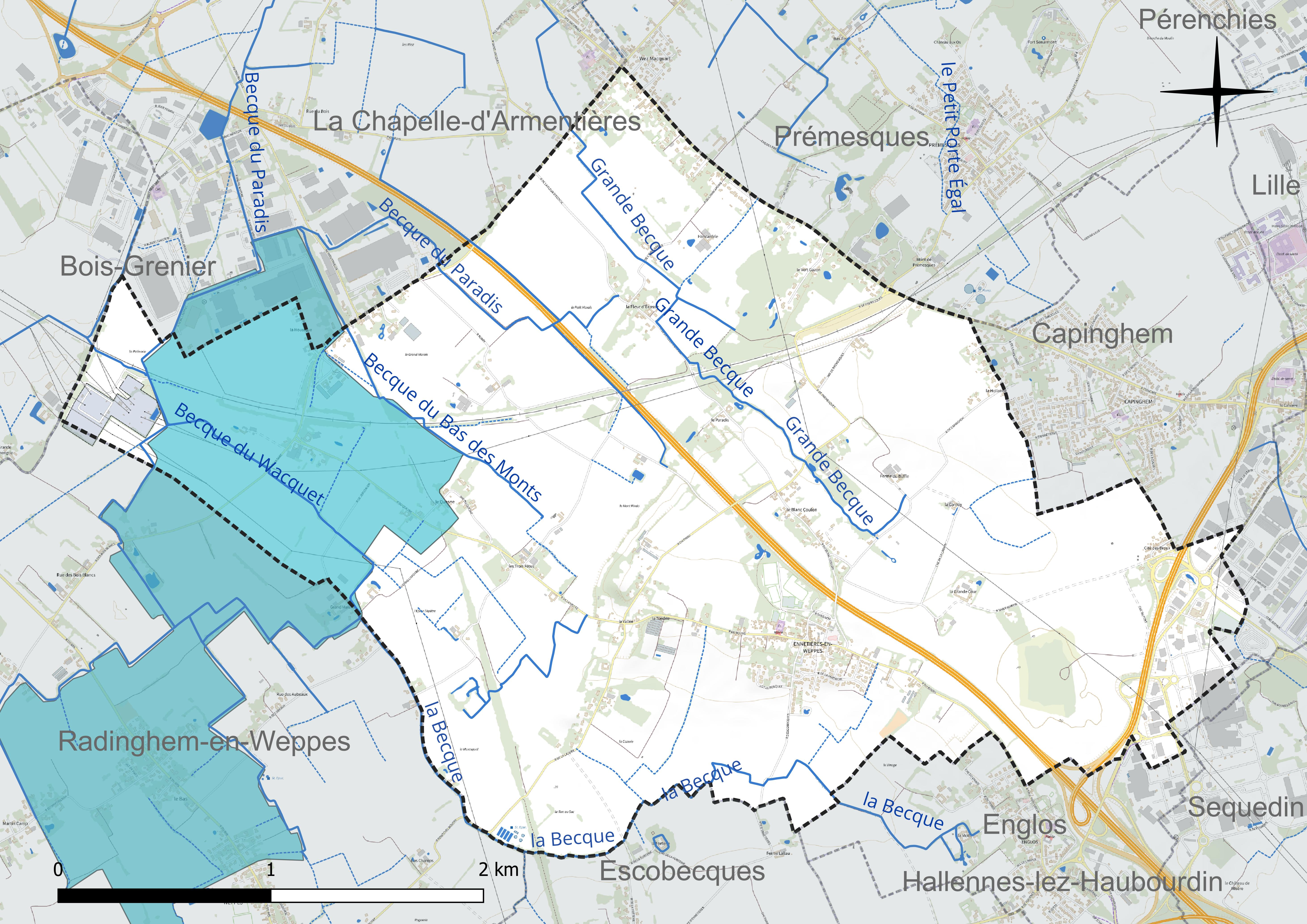
Réseau hydrographique d'Ennetières-en-Weppes.

#### Gestion et qualité des eaux
Le territoire communal est couvert par le schéma d'aménagement et de gestion des eaux (SAGE) « Lys ». Ce document de planification concerne un territoire de 1 835 km2 de superficie, délimité par le bassin versant de la Lys. Le périmètre a été arrêté le 29 mai 1995 et le SAGE proprement dit a été approuvé le 6 août 2010, puis révisé le 20 septembre 2019. La structure porteuse de l'élaboration et de la mise en œuvre est le syndicat mixte pour l'élaboration du SAGE de la Lys (SYMSAGEL). 
La qualité des cours d'eau peut être consultée sur un site dédié géré par les agences de l'eau et l'Agence française pour la biodiversité. 

### Climat
Pour des articles plus généraux, voir Climat des Hauts-de-France et Climat du Nord.
En 2010, le climat de la commune est de type climat océanique dégradé des plaines du Centre et du Nord, selon une étude du CNRS s'appuyant sur une série de données couvrant la période 1971-2000. En 2020, Météo-France publie une typologie des climats de la France métropolitaine dans laquelle la commune est exposée à un climat océanique et est dans la région climatique  Nord-est du bassin Parisien, caractérisée par un ensoleillement médiocre, une pluviométrie moyenne régulièrement répartie au cours de l'année et un hiver froid (3 °C). 
Pour la période 1971-2000, la température annuelle moyenne est de 10,5 °C, avec une amplitude thermique annuelle de 14,2 °C. Le cumul annuel moyen de précipitations est de 696 mm, avec 12,2 jours de précipitations en janvier et 8,5 jours en juillet. Pour la période 1991-2020, la température moyenne annuelle observée sur la station météorologique la plus proche, située sur la commune de Lesquin à 13 km à vol d'oiseau, est de 11,3 °C et le cumul annuel moyen de précipitations est de 740,0 mm,. Pour l'avenir, les paramètres climatiques de la commune estimés pour 2050 selon différents scénarios d'émission de gaz à effet de serre sont consultables sur un site dédié publié par Météo-France en novembre 2022.

## Urbanisme

### Typologie
Au 1er janvier 2024, Ennetières-en-Weppes est catégorisée commune rurale à habitat dispersé, selon la nouvelle grille communale de densité à sept niveaux définie par l'Insee en 2022.
Elle est située hors unité urbaine. Par ailleurs la commune fait partie de l'aire d'attraction de Lille (partie française), dont elle est une commune de la couronne,. Cette aire, qui regroupe 201 communes, est catégorisée dans les aires de 700 000 habitants ou plus (hors Paris),.

### Occupation des sols
L'occupation des sols de la commune, telle qu'elle ressort de la base de données européenne d'occupation biophysique des sols Corine Land Cover (CLC), est marquée par l'importance des territoires agricoles (90,8 % en 2018), une proportion sensiblement équivalente à celle de 1990 (91,5 %). La répartition détaillée en 2018 est la suivante : 
terres arables (79,6 %), zones agricoles hétérogènes (11,2 %), zones urbanisées (4,9 %), zones industrielles ou commerciales et réseaux de communication (4,4 %). L'évolution de l'occupation des sols de la commune et de ses infrastructures peut être observée sur les différentes représentations cartographiques du territoire : la carte de Cassini (XVIIIe siècle), la carte d'état-major (1820-1866) et les cartes ou photos aériennes de l'IGN pour la période actuelle (1950 à aujourd'hui).

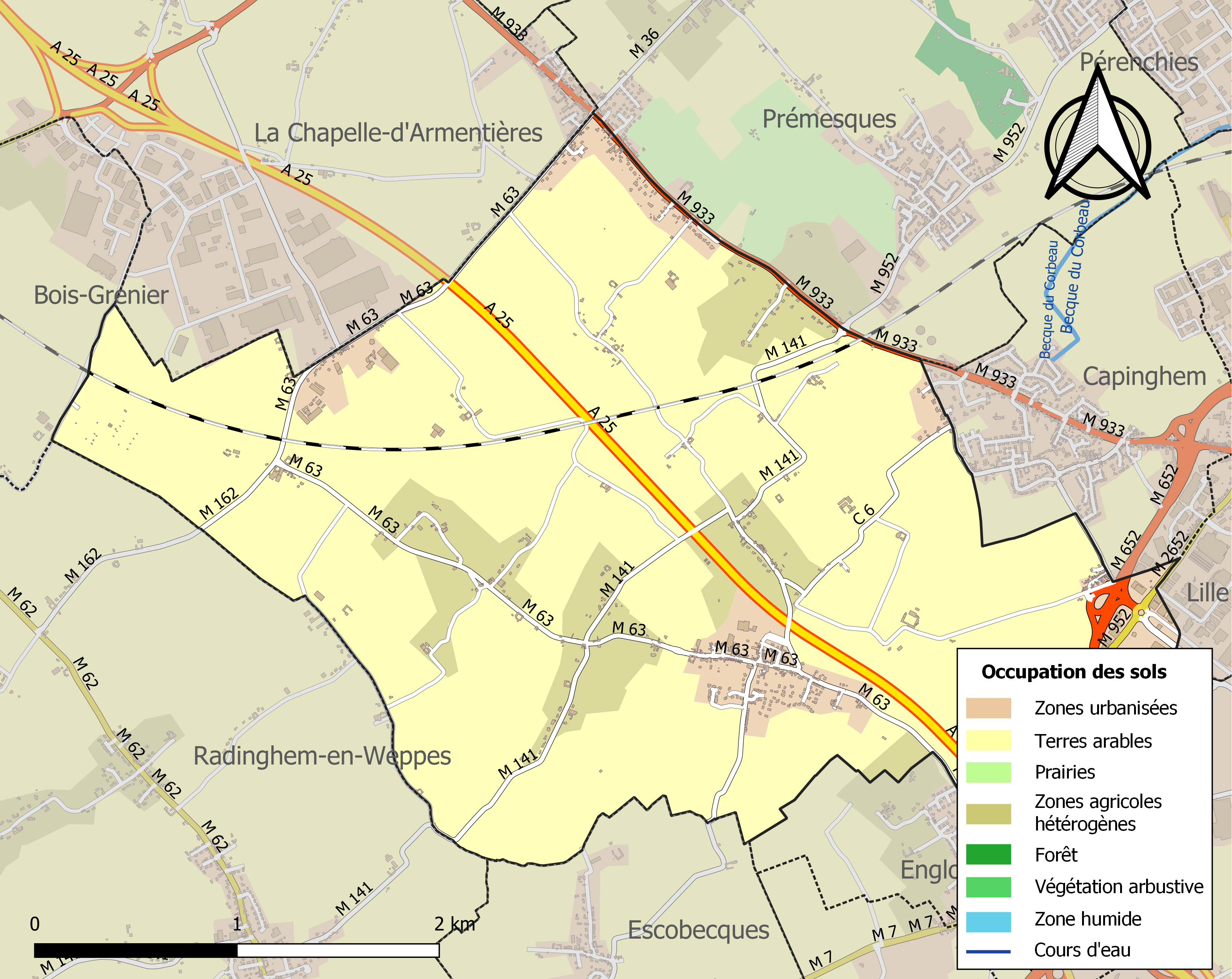
Carte des infrastructures et de l'occupation des sols de la commune en 2018 (CLC).

### Voies de communication et transports
La commune est desservie, en 2023, par la Liane 99, les lignes 61, 62, 64, 65, CO2, CO3 et par les lignes de transport à la demande 22R, 25R, 61R, 62R, 64R et 65R du réseau Ilévia.

## Histoire
Ennetières s'appelait Anetières en 1066, Hanetières en 1140, Anetirs en 1163, Anethieres en 1202, Anetiers et Annetières en Weppes en 1361. Le village est situé à une altitude de 41 m et a une superficie de 1 044 ha.
Un hameau de la paroisse porte le nom de Hancardrie. Une casemate vestige de la Première Guerre mondiale (voir ci-dessous) a été édifiée à cet endroit. Hancardrie était avant la Révolution française le siège d'une seigneurie.
Louis-Joseph de Fourmestraux (1694-1776), chevalier, est seigneur d'Hancardrie (sur Ennetières) et d'Oosthove (seigneurie mouvante de la seigneurie de Nieppe). Fils d'Antoine-Joseph, chevalier, seigneur d'Oosthove, bourgeois de Lille, procureur du roi aux eaux et forêts, trésorier de France au bureau des finances de Lille, garde-scel (gardien des sceaux), et de Cécile-Thérèse du Mortier, il est baptisé à Lille le 23 novembre 1694. Le 5 mai 1722, il est créé à son tour trésorier de France au bureau des finances de la généralité de Lille et garde-scel. Il exerce cette fonction jusqu'au 17 janvier 1743, date à laquelle il se démet. Il obtient des lettres de vétérance en mars 1743. Bourgeois de Lille le 13 février 1723, il meurt à Lille le 6 janvier 1776 à 79 ans. Il épouse à Lille le 31 mai 1722 Marie-Virginie Poulle (1700-1779), fille de Jacques-Antoine Poulle, écuyer, seigneur d'Hautgrenier, d'Hollebecque, bourgeois de Lille, échevin de Lille, grand bailli de Wavrin et d'Antoinette Tesson. Elle va être en 1768, la marraine de la grosse cloche de l'église de Nieppe,,.
Une autre seigneurie sur Ennetières s'intitulait La Quennesennerie. Le titulaire, à la fin du XVIIe début XVIIIe siècle est Pierre-André-François de Fourmestraux (1665-1723), fils de Pierre de Fourmestraux, receveur de la bourse commune des pauvres de Lille, bourgeois de Lille, et de Jeanne du Hot. Pierre-André-François est baptisé à Lille le 8 avril 1665, est seigneur de La Quennesennerie, licencié es lois. Il achète le 22 juin 1696 l'office de receveur de l'administration des enfants abandonnés de Lille et meurt célibataire à Lille le 15 avril 1723.
L'église et la seigneurie d'Ennetières appartenaient à partir de 1111 à l'abbaye Saint- Pierre de Gand qui y entretenait un maire, le châtelain de Lille. Il y percevait des droits pour son droit d'avouerie (charge d'avoué) et de protection.
En 1582, l'abbé de St-Pierre de Gand abandonne à titre d'engagère au comte d'Isenghien, baron de Rassinghien, gouverneur de Lille, le titre seigneurial d'Ennetières en Weppes.
Les coutumes particulières (droit d'être une commune, c'est-à-dire droit à une administration communale, à certains droits et privilèges) furent accordées à Ennetières par Philippe II roi d'Espagne. Cette commune faisait autrefois partie de la Flandre Wallonne et du Diocèse de Tournai.
Au XVIIe siècle, Jacques Bridoul  II est seigneur d'Ennetières, Burgau,  etc., soit plusieurs fiefs bénéficiant de la haute justice seigneuriale. Fils de Jacques Bridoul Ier , seigneur de Burgau, de Martinsart à Seclin, bourgeois de Lille et de Françoise Mes, il est licencié en droit, bourgeois de Lille, et devient le 12 novembre 1647, conseiller et premier assesseur dans la gouvernance de Lille. Il occupe cette fonction pendant 27 ans. Distingué dans ces fonctions, il est désigné pour faire partie de la délégation représentant la ville de Lille auprès du roi Louis XIV lorsque celui-ci prend la ville en 1667. L'ensemble de ces services lui vaut de bénéficier de lettres d'anoblissement données à Saint-Germain-en-Laye en mars 1676. Il est l'époux de Marie-Madeleine de Lannoy.
Les Bridoul sont une famille originaire de Normandie. Un des ancêtres Raoul Bridoul a été secrétaire du roi Charles VI, et assassiné au service du roi pendant une émeute à Paris, son corps jeté à la rivière, ses maisons pillées et brûlées. Jacques Bridoul, un autre ancêtre, fils de Jean seigneur d'Ybonville en Normandie, a été obligé de quitter le pays à la suite de l'arrivée des Anglais en 1438. il s'est réfugié à Lille avec trois de ses enfants, ils ont toujours porté les armes comme nobles , ont exercé des charges dans la magistrature. L'ancêtre de Jacques Bridoul II, Louis Bridoul  et le père de Jacque Bridoul II, Jacques Bridoul Ier ont toujours vécu honorablement sans déroger à la noblesse. Jacques Bridoul II a un cousin Pierre, écuyer, qui fait partie des 36 gentilhommes servant près de la personne du roi.
Des personnages historiques portant le nom d'Ennetières ont été distingués au XVIIe siècle. Toutefois, il est possible qu'il s'agisse de membres de la famille d'Ennetières : il n'y a aucun lien entre le village d'Ennetières en Weppes et la famille d'Ennetières dont l'origine est la ville de Tournai. Leur noblesse remonte à l'année 1362.
Le 4 juillet 1659, sont données à Madrid, des lettres donnant à Jacques d'Ennetières, chevalier, seigneur d'Harlebois, La Berlière, trésorier général des domaines et finances, ainsi qu'à sa postérité, le droit de porter des armoiries distinctes de celles des autres membres de sa famille, savoir « D'argent à trois écussons d'azur chargés d'une étoile à six raies d'or, à la bordure engrêlée de gueules. Casque couronne d'or; les lambrequins d'argent et d'azur». Jacques a pris pour femme Marie de Baudequin et a été fait baron de la Berlière.
Philippe-François d'Ennetières (1626-1697), écuyer, seigneur des Mottes, bénéficie le 16 novembre 1644 de lettres de chevalerie données à Madrid. Fils de Jacques, il est  baptisé à Lille le 8 juillet 1626, devient auditeur en la chambre des comptes de Lille le 13 décembre 1643, puis maître ordinaire en la même chambre le 20 mars 1646, trésorier général des domaines et finances aux Pays-Bas le 23 avril 1650. Créé marquis des Mottes par lettres données à Madrid le 16 septembre 1680, il se fait religieux dans l'ordre du Carmel lorsqu'il devient veuf. Il meurt à Bruxelles le 10 avril 1697, à 70 ans. Philippe-François et son épouse sont inhumés dans la Cathédrale Saints-Michel-et-Gudule de Bruxelles. Il a pris pour fmem à Lille le 6 février 1647, Marie-Alexandrine Obert (    -1688), dame de Mazinghem (sur Lillers). Fille d'Alexandre, écuyer, seigneur de Burbure, Mazinghem, et de Marie de Landas, elle meurt le 19 février 1688.
En août 1676, sont données à Versailles des lettres de chevalerie pour Arnould Jean d'Ennetières, écuyer, seigneur de Watine, La Plaine, grand prévôt de Tournai, en récompense de ses services et en considération de l'ancienneté de sa famille.

### Première Guerre mondiale
Lors de la Première Guerre mondiale, plusieurs habitants d'Ennetières ont fui les combats et se sont dirigés versle sud de la France : en décembre 1914, on peut retrouver au moins quatre familles d'Ennetières réfugiées dans le département des Basses-Pyrénées (familles Vandamme, Brice, Vanhove, Domine).
Le 4 octobre 1914, la 25e brigade d'infanterie, en provenance de l'est de la France, débarque à Ennetières, pour se rendre vers Fives, La Madeleine, Saint-André-lez-lille, Flers. Ces troupes vont participer au Siège de Lille.

## Héraldique
| Armes de Ennetières-en-Weppes (Nord) | Les armes d'Ennetières-en-Weppes se blasonnent ainsi :"De sable au chef d'argent". |

## Politique et administration
La commune d'Ennetières-en-Weppes fait partie de la Métropole européenne de Lille. Daniel Bourel est élu de la commune d'Ennetières-en-Weppes à l'assemblée de la Métropole (groupe Métropoles Passions Communes)
En 2011, la commune d'Ennetières-en-Weppes a été récompensée par le label « Ville Internet @@ ».
Maire en 1802-1803 : Nory.
Maire en 1807-1808  : Denghin'.
Maire en 1881 : Lefebvre.
| Période                                  | Période   | Identité            | Étiquette | Qualité                                               |
| ---------------------------------------- | --------- | ------------------- | --------- | ----------------------------------------------------- |
| 1971                                     | mars 2001 | Paul Lequien        |           |                                                       |
| mars 2001                                | mars 2014 | Michel Courouble    | SE        | dirigeant d'une entreprise de transport à la retraite |
| mars 2014                                | En cours  | Jean-Claude Flinois | DVD       |                                                       |
| Les données manquantes sont à compléter. |           |                     |           |                                                       |

## Population et société

### Démographie

#### Évolution démographique
L'évolution du nombre d'habitants est connue à travers les recensements de la population effectués dans la commune depuis 1793. Pour les communes de moins de 10 000 habitants, une enquête de recensement portant sur toute la population est réalisée tous les cinq ans, les populations de référence des années intermédiaires étant quant à elles estimées par interpolation ou extrapolation. Pour la commune, le premier recensement exhaustif entrant dans le cadre du nouveau dispositif a été réalisé en 2006.

En 2022, la commune comptait 1 288 habitants, en évolution de −2,13 % par rapport à 2016 (Nord : +0,51 %, France hors Mayotte : +2,11 %).
| 1793  | 1800  | 1806  | 1821  | 1831  | 1836  | 1841  | 1846  | 1851  |
| ----- | ----- | ----- | ----- | ----- | ----- | ----- | ----- | ----- |
| 1 630 | 2 244 | 2 228 | 1 722 | 1 789 | 1 771 | 1 749 | 1 724 | 1 658 |

| 1856  | 1861  | 1866  | 1872  | 1876  | 1881  | 1886  | 1891  | 1896  |
| ----- | ----- | ----- | ----- | ----- | ----- | ----- | ----- | ----- |
| 1 681 | 1 635 | 1 664 | 1 650 | 1 678 | 1 739 | 1 733 | 1 684 | 1 698 |

| 1901  | 1906  | 1911  | 1921 | 1926 | 1931 | 1936 | 1946 | 1954 |
| ----- | ----- | ----- | ---- | ---- | ---- | ---- | ---- | ---- |
| 1 605 | 1 656 | 1 601 | 569  | 794  | 856  | 848  | 919  | 901  |

| 1962  | 1968  | 1975  | 1982  | 1990  | 1999  | 2006  | 2011  | 2016  |
| ----- | ----- | ----- | ----- | ----- | ----- | ----- | ----- | ----- |
| 1 021 | 1 012 | 1 036 | 1 093 | 1 162 | 1 126 | 1 088 | 1 240 | 1 316 |

| 2021  | 2022  | - | - | - | - | - | - | - |
| ----- | ----- | - | - | - | - | - | - | - |
| 1 293 | 1 288 | - | - | - | - | - | - | - |

#### Pyramide des âges
La population de la commune est relativement jeune.
En 2018, le taux de personnes d'un âge inférieur à 30 ans s'élève à 32,7 %, soit en dessous de la moyenne départementale (39,5 %). À l'inverse, le taux de personnes d'âge supérieur à 60 ans est de 27,7 % la même année, alors qu'il est de 22,5 % au niveau départemental.
En 2018, la commune comptait 644 hommes pour 656 femmes, soit un taux de 50,46 % de femmes, légèrement inférieur au taux départemental (51,77 %).
Les pyramides des âges de la commune et du département s'établissent comme suit.
| Hommes | Classe d’âge | Femmes |
| ------ | ------------ | ------ |
| 0,3    | 90 ou +      | 1,3    |
| 6,7    | 75-89 ans    | 11,3   |
| 17,4   | 60-74 ans    | 18,5   |
| 23,7   | 45-59 ans    | 23,1   |
| 16,0   | 30-44 ans    | 16,4   |
| 17,2   | 15-29 ans    | 14,0   |
| 18,8   | 0-14 ans     | 15,5   |

| Hommes | Classe d’âge | Femmes |
| ------ | ------------ | ------ |
| 0,5    | 90 ou +      | 1,4    |
| 5,3    | 75-89 ans    | 8,1    |
| 14,8   | 60-74 ans    | 16,2   |
| 19,1   | 45-59 ans    | 18,4   |
| 19,5   | 30-44 ans    | 18,7   |
| 20,7   | 15-29 ans    | 19,1   |
| 20,2   | 0-14 ans     | 18     |

## Patrimoine culturel
- Le fort Pierquin

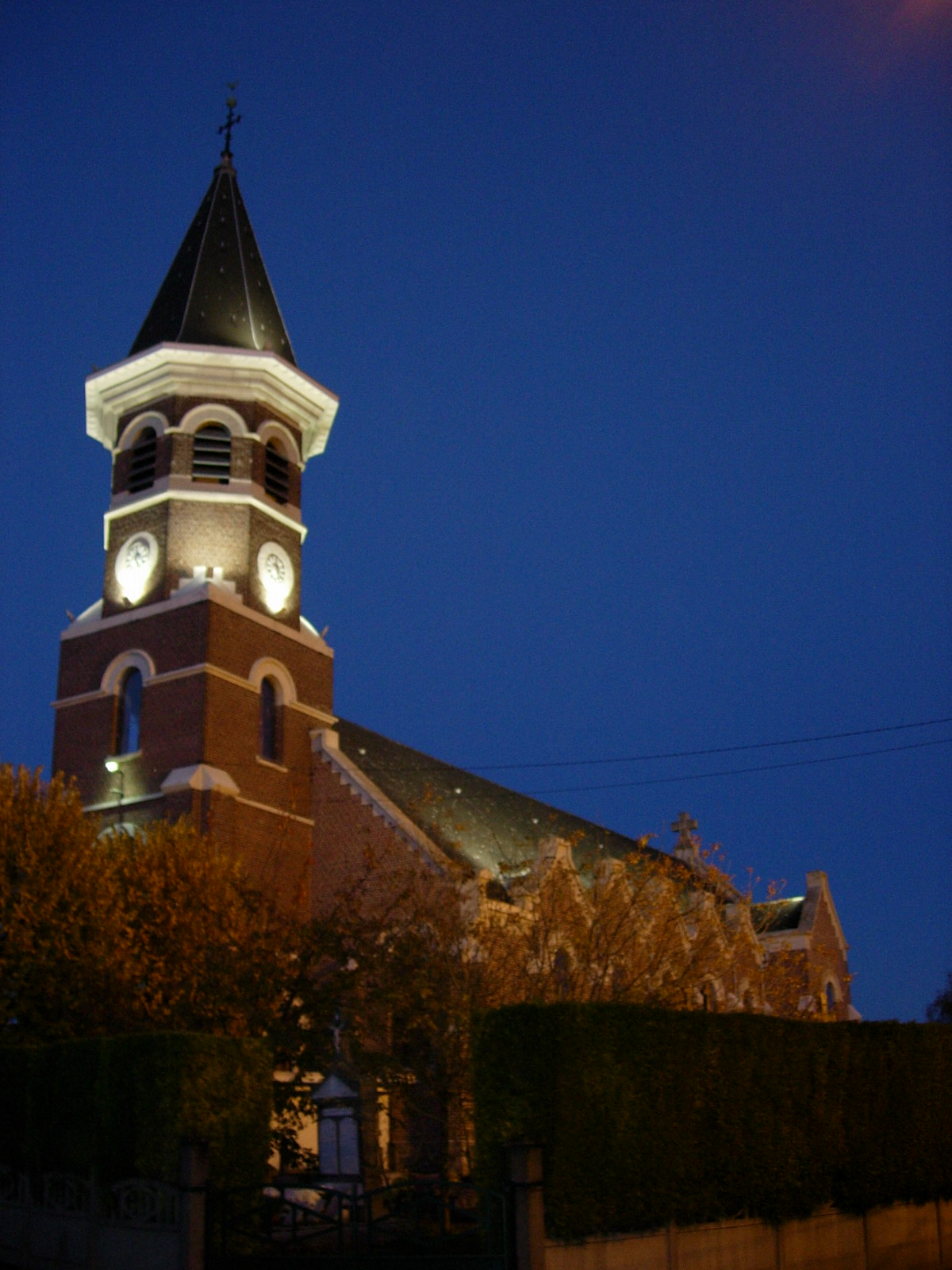
Église Saint-Martin

- Église Saint-Martin (reconstruite en 1829 sur les ruines de l'ancienne édifice qui avait été détruit en 1795. Reconstruction date de 1924. Rénovation en 2006)
- La chapelle Saint Antoine de Padoue (reconstruite après la Première Guerre mondiale, rénovée en 1982 puis en 1998, reconstruite en 2012 après avoir été détruite par un automobiliste).
- La chapelle Notre-Dame de Lourdes (rénovée en 1927 et 1935).
- La Chapelle Notre-Dame de la Délivrance (bâtie en 1890, reconstruite après la Première Guerre mondiale, rénovée en 1998).
- La chapelle-calvaire de la place du général de Gaulle (construit vers 1900, rénové après la première guerre mondiale).
- Le calvaire "cote" d'Ennetières (érigé dans les années 1920, rénové en 1991).
- Le calvaire de l'église (érigé en 1942) Œuvre du sculpteur Adolphe Masselot.
- Ouvrages fortifiés de la Première Guerre mondiale, étudiés par le service de l'Inventaire général du Patrimoine culturel Hauts-de-France dans le cadre de son opération sur les ouvrages fortifiés de la Première Guerre mondiale dans les Weppes (2012) :
  - casemate 147. Édifice situé à près de 3 km du front. Construit derrière la seconde position de tranchées allemande, en 1916 ou 1917, il en assurait les arrières. Orienté selon un axe nord-sud, il dispose, à son angle nord-ouest, d'une large embrasure de tir. Les parois nord et sud sont chacune percées d'un créneau de fusillade disposant toujours de son dispositif d'occultation. L'entrée s'effectue par deux ouvertures, côté est. L'une d'elles est dotée d'une sorte d'armoire en béton, à deux logements horizontaux superposés, qui servait peut-être de resserre à mitrailleuses.
  - casemate à personnel 106. Édifiée à proximité du ruisseau dit Becque du Wacquet, elle ne semble pas intégrer un réseau de tranchées. Intérieurement, elle se compose de deux salles semi-enterrées comportant chacune une porte et une baie (les vantaux ont disparu) donnant sur un couloir longitudinal formant porche pare-souffle. Ce couloir, éclairé par une baie en son milieu, débouche, après une volée de marches, au sud-ouest et au nord-ouest de l'édifice. Une épaisse couche de terre, sur le couvrement de l'édifice, cache peut-être une banquette de tir. Des traces de coffrage attestent de l'utilisation de planches et de tôles ondulées lors de la construction. Les dimensions extérieures sont d'environ 8 mètres sur 6 mètres.
  - casemate 358 (lieu-dit Hancardrie). Ce petit édifice britannique se trouve aujourd'hui à une centaine de mètres au sud-ouest d'une ferme située au lieu-dit Hancardrie. En 1915, il apparaît sur un canevas de tir britannique. Il est alors à l'intérieur de fossés entourant les vestiges du château d'Hancardrie. Cette casemate mesure environ 6 mètres sur 4,5 mètres. Elle possède deux entrées, à l'est et au sud.
  - casemate d'artillerie 330 (lieu-dit La Cazerie). Casemate d'artillerie allemande située à 3 km des lignes britannique. Peu lisible car envahie par la végétation, cette casemate se compose de deux corps de bâtiments indépendants. Le premier, situé au sud, est occupé par une chambre de tir polygonale plutôt étroites plus au sud. Le second corps de bâtiment, aujourd'hui inaccessible, était sans doute un abri à personnel.
  - casemate de commandement 334 de la ferme Deleplanque (lieu-dit Les Trois Fétus). Les Allemands ont construit à l'intérieur d'une dépendance de la ferme Deleplanque - déjà présente sur le cadastre de 1865 - un vaste complexe fortifié. Sa situation à 2 km du front et son importance évoquent un poste de commandement. Recensée dans la liste des "Vestiges et souvenirs de guerre en instance de classement", cette casemate est décrite comme abri pour infanterie avec des chambres pour officiers. La casemate est aujourd'hui en cours de réaffectation (elle a été rhabillée de brique et ses quatre entrées initiales hautes chacune de 3 mètres et larges d'1 mètre ont été modifiées, le chambranle des portes latérales a été tronçonné, les portes des travées centrales ont été en partie comblées pour les transformer en baies...). Faisant environ 20 mètres de longueur sur 9 mètres de largeur, elle se compose, à l'ouest, d'un abri casematé comprenant plusieurs salles et, à l'est, d'un poste d'observation surélevé indépendant. Ce dernier présente des traces d'arrachement sur son pourtour qui attestent d'un couvrement, peut-être en encorbellement, aujourd'hui disparu.

## Personnalités liées à la commune
- Louis Potteau d'Hancardrie (1770-1833), député du Nord sous la Restauration, propriétaire du château d'Hancardrie, hameau d'Ennetières-en-Weppes.
- Ferdinand Potteau d'Hancardrie (1810-1870), fils du précédent. A posé la première pierre de l'église paroissiale Saint-Martin détruite au cours de la Première Guerre mondiale.

## Pour approfondir

### Sitographie
Inventaire général du patrimoine culturel Hauts-de-France. Opération d'inventaire sur les ouvrages fortifiés de la Première Guerre mondiale dans les Weppes, conduite par M. Jean-Marc Ramette, chercheur de l'Inventaire, 2012.
Avant Laprée, atelier d'histoire autour des archives du château de Laprée (Quiestède, Pas-de-Calais). Nombreux articles consacrés à la famille de Louis Potteau d'Hancardrie.